# Попов, Михаил Николаевич (Герой Советского Союза)
Михаил Николаевич Попов (1924—2001) — советский военный. Участник Великой Отечественной войны. Герой Советского Союза (1945). Подполковник.

## Биография
Михаил Николаевич Попов родился 20 октября 1924 года в деревне Суровцы Оханского района Пермского округа Уральской области РСФСР СССР (ныне деревня Оханского района Пермского края Российской Федерации) в крестьянской семье. Русский. Окончил среднюю школу и Оханское педагогическое училище. В августе 1942 года М. Н. Попов был призван в ряды Рабоче-крестьянской Красной Армии Оханским районным военкоматом Молотовской области и направлен в Свердловское военное училище, которое окончил в 1944 году.
В боях с немецко-фашистскими захватчиками младший лейтенант М. Н. Попов с 14 сентября 1944 года на 1-м Белорусском фронте в должности командира стрелкового взвода 1030-го стрелкового полка 260-й стрелковой дивизии 47-й армии. До января 1945 года Михаил Николаевич участвовал в позиционных боях на реке Висле севернее Варшавы. Был дважды ранен. Взвод младшего лейтенанта Попова отличался хорошей боевой выучкой, умением решать любые поставленные перед ним задачи и высоким моральным духом. Именно взводу Попова в ходе Варшавско-Познанской операции предстояло действовать в авангарде своего полка.
14 января 1945 года войска 1-го Белорусского фронта начали фронтовую операцию в рамках Висло-Одерской стратегической операции наступлением с Магнушевского и Пулавского плацдармов. Перед 47-й армией и 1-й армией Войска Польского, которые включились в операцию 16 января, была поставлена задача, обойдя Варшаву с севера и юга, окружить, а затем ликвидировать немецкий гарнизон в городе. В тот же день взвод младшего лейтенанта М. Н. Попова по тонкому льду форсировал Вислу севернее населённого пункта Тархомин и, преодолев проволочные заграждения, ворвался в первую линию немецких траншей и выбил противника с занимаемых рубежей. Стремясь вернуть утраченные позиции, немцы предприняли несколько контратак. В критический момент боя младший лейтенант Попов поднял свой взвод в атаку и в рукопашной схватке сломил сопротивление противника. Выполнив поставленную боевую задачу, взвод младшего лейтенанта М. Н. Попова обеспечил переправу через Вислу основных сил полка. Продолжая наступление, 17 января 1945 года М. Н. Попов со своими бойцами вышел к населённому пункту Трускав (Truskaw), где немцы, стремясь не допустить окружения Варшавы, пытались создать новую линию обороны. Противник имел в населённом пункте батальон пехоты, которому для поддержки был выделен тяжёлый танк «Тигр». Под прикрытием танка противник перешёл в контратаку, но бойцы Попова не дрогнули. Пока часть взвода автоматным огнём отсекала вражескую пехоту, другая окружила «Тигр» и забросала его гранатами. Потеря танка деморализовала противника и он начал поспешно отступать в Трускав, но М. Н. Попов со своими бойцами не дал ему закрепиться в деревне. Действия взвода младшего лейтенанта Попова обеспечили успешное выполнение 1030-м стрелковым полком поставленной боевой задачи по окружению Варшавы, но в бою за деревню Трускав Михаил Николаевич был тяжело ранен и эвакуирован в госпиталь.
За образцовое выполнение боевых заданий командования на фронте борьбы с немецкими захватчиками и проявленные при этом отвагу и геройство указом Президиума Верховного Совета СССР от 24 марта 1945 года младшему лейтенанту Попову Михаилу Николаевичу было присвоено звание Героя Советского Союза. Михаил Николаевич после госпиталя вернулся в свою часть и принимал участие в Берлинской операции. Боевой путь он завершил на Эльбе у городка Фишбек. После войны М. Н. Попов продолжил службу в вооружённых силах СССР. До 1967 года служил в строевых частях Советской Армии. С 1967 по 1974 год работал в Октябрьском районном военкомате города Перми. Занимал должность начальника 4-го отдела. С 1974 года подполковник В. М. Попов в запасе. Жил в городе Перми. Скончался 19 ноября (по другим данным 20 ноября) 2001 года. Похоронен в Перми.

## Награды
- Медаль «Золотая Звезда» (24.03.1945);
- орден Ленина (24.03.1945);
- орден Отечественной войны 1-й степени (06.04.1985);
- орден Красной Звезды (10.10.1944);
- медали.

## Память
- Мемориальная доска в честь Героя Советского Союза М. Н. Попова установлена в городе Перми по адресу: ул. Крисанова, 26 Б.

## Документы
- Общедоступный электронный банк документов «Подвиг Народа в Великой Отечественной войне 1941—1945 гг.» Дата обращения: 28 ноября 2012. Архивировано из оригинала 13 марта 2012 года.

Представление к званию Героя Советского Союза и указ ПВС СССР о присвоении звания. Дата обращения: 28 ноября 2012. Архивировано 24 января 2013 года.
Орден Отечественной войны 1-й степени (информация из карточки награждённого к 40-летию Победы). Дата обращения: 28 ноября 2012. Архивировано 24 января 2013 года.
Орден Красной Звезды (наградной лист и приказ о награждении). Дата обращения: 28 ноября 2012. Архивировано 24 января 2013 года.